# Poul Winther
Poul Winther (født 22. februar 1939 i Skagen, død 9. juni 2018 i København) var en dansk maler, grafiker og billedhugger.
Winther blev udlært som tømrer i 1960 og tog året efter eksamen som bygningskonstruktør, men arbejdede sideløbende med uddannelsen på en karriere som kunstner og debuterede på Kunstnernes Efterårsudstilling i 1958. Som maler var han autodidakt, men fik bl.a. vejledning i de unge år af Karl Bovin og Svend Wiig Hansen. Den første soloudstilling fandt sted i 1961 i arkitekt Kaj Ellegaard Christensens lokaler i Skagen. Han havde gennem størstedelen af sit liv både atelier i Skagen og på Vesterbro i København.
Han er som kunstner især kendt for sammensætninger af forskellige former for strandingsgods og andre fundne effekter fra strandene omkring Skagen. Disse kombineres og bearbejdes enten til egentlige skulpturer eller opstilles sammen som tableauer som derefter at blev gengivet med oliefarver på lærredet i en ret begrænset, dæmpet farvepalette eller som næsten monokrome objekter.
Han var fra 1963 medlem af kunstnersammenslutningen Koloristerne og fra 1965 af Vrå-udstillingen. Poul Winther er repræsenteret på adskillige museer i ind- og udland. Vendsyssel Kunstmuseum råder over mere end 100 af hans værker. Blandt hovedværkerne findes her de to store malerier Chet Baker I og Chet Baker II.

## Udstillinger (udvalg)
- Soloudstilling - Nordjyllands Kunstmuseum, 1976 (grafik)
- Soloudstilling – Kastrupgårdsamlingen, 1999
- Retrospektiv udstilling - Nordjyllands Kunstmuseum, 2002 (grafik, maleri, collage, skulptur)

samt deltagelse i flere udstillinger i USA, Polen, Sverige, Italien, Japan og Frankrig.

## Offentlige arbejder (udvalg)
- Vandkunst i granit, 1993. Sams Passage, Hjørring
- Vandkunst i granit, 1996. Ved banegården i Vrå
- Vandkunst i granit, 2001. Torvepladsen ved Kappelborg, Skagen
- Glasmosaik, Lyngså Kirke, 2007.

## Hæder (udvalg)
- Levisons kunstnerpris, 1961
- Statens kunstfonds treårige stipendium, 1966-68
- Oluf Hartmanns mindelegat, 1979
- Henri Nathansens mindelegat, 1983
- Ole Haslunds Hæderspris, 1992
- Statens Kunstfonds hædersydelse, 1997
- Niels Mathiasens mindelegat, 2002
- Aage og Yelva Nimbs Fonds Hæderslegat, 2005
- Vilhelm Thanning og Hustrus Mindelegat, 2009